# Marathon van Nagoya 2008
De marathon van Nagoya 2008 werd gelopen op zondag 9 maart 2008. Het was de 29e editie van de marathon van Nagoya. Alleen vrouwelijke elitelopers mochten aan de wedstrijd deelnemen. De Japanse Yurika Nakamura kwam als eerste over de streep in 2:25.51.

## Uitslagen
| rang   | naam             | land | tijd    |
| ------ | ---------------- | ---- | ------- |
| Goud   | Yurika Nakamura  | JPN  | 2:25.51 |
| Zilver | Yoshimi Ozaki    | JPN  | 2:26.19 |
| Brons  | Yuri Kano        | JPN  | 2:26.39 |
| 4      | Yumiko Hara      | JPN  | 2:27.14 |
| 5      | Chika Horie      | JPN  | 2:27.16 |
| 6      | Megumi Oshima    | JPN  | 2:29.03 |
| 7      | Yumi Hirata      | JPN  | 2:29.23 |
| 8      | Maya Nishio      | JPN  | 2:29.34 |
| 9      | Harumi Hiroyama  | JPN  | 2:29.50 |
| 10     | Naoko Sakamoto   | JPN  | 2:30.21 |
| 11     | Kiyoko Shimahara | JPN  | 2:30.30 |
| 12     | Kaori Yoshida    | JPN  | 2:30.58 |
| 13     | Yuko Machida     | JPN  | 2:31.45 |
| 14     | Akane Taira      | JPN  | 2:33.12 |
| 15     | Ayumi Hayashi    | JPN  | 2:34.09 |
| 16     | Kiyomi Ogawa     | JPN  | 2:34.17 |
| 17     | Fujiko Takahashi | JPN  | 2:35.05 |
| 18     | Takami Ominami   | JPN  | 2:35.08 |
| 19     | Ikumi Wakamatsu  | JPN  | 2:35.42 |
| 20     | Yuko Manabe      | JPN  | 2:37.26 |
| 21     | Rieko Sakane     | JPN  | 2:38.27 |
| 22     | Maki Inami       | JPN  | 2:38.51 |
| 23     | Naoko Uchida     | JPN  | 2:39.14 |
| 24     | Miki Takanaka    | JPN  | 2:41.29 |
| 25     | Shigeko Yanagida | JPN  | 2:42.30 |

1984 ·
1985 ·
1986 ·
1987 ·
1988 ·
1989 ·
1990 ·
1991 ·
1992 ·
1993 ·
1994 ·
1995 ·
1996 ·
1997 ·
1998 ·
1999 ·
2000 ·
2001 ·
2002 ·
2003 ·
2004 ·
2005 ·
2006 ·
2007 ·
2008 ·
2009 ·
2010 ·
2011 ·
2012 ·
2013 ·
2014 ·
2015 ·
2016 ·
2017